# Sebastiaen Vredeman

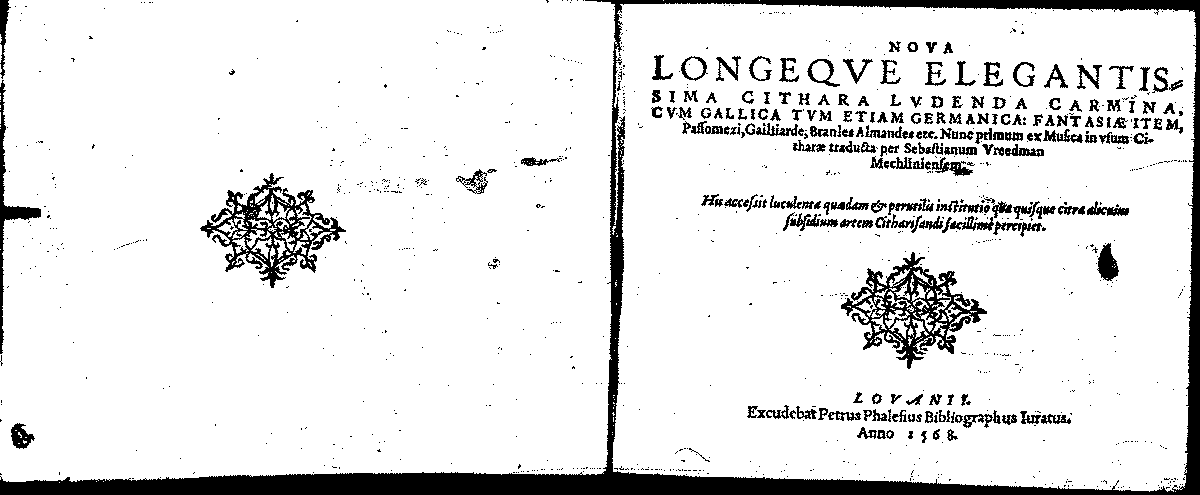
Nova longeque

Sebastiaen Vredeman de Vries (Mechelen, circa 1542 – eerste helft zeventiende eeuw) was een beiaardier en componist uit de Zuidelijke Nederlanden 
Hij staat te boek als broer van architect en kunstschilder, de veel bekendere Hans Vredeman de Vries. Hij is tevens vader van musici Michiel Vredeman en Jacob Vredeman. Aan die familieverbanden wordt echter ook getwijfeld. Ook de in Antwerpen geboren kunstschilder Paul Vredeman de Vries is vermoedelijk familie.
Hij was werkzaam aan de Sint-Romboutskathedraal. Zijn naam werd teruggevonden in de lijst parochieleden van 1 november 1574 en tevens in het belastingboek van 1578 van Mechelen. Hij vluchtte in verband met de Tachtigjarige Oorlog met zijn gezin naar Brussel, Antwerpen, Utrecht om zich ten slotte omstreeks 1586 in Leiden te vestigen; hij was er getuige van het huwelijk van zijn zoon Michiel met een Antwerpse. Hij werd er vanaf 12 mei 1589 enige jaren beiaardier (uit Brussel). Hij legde zich vast op vijf jaar spelen en componeren, begeleid door een gemeenteambtenaar. Daarna verdwijnt hij in de obscuriteit; plaats en datum van overlijden zijn onbekend; in 1601 is de beiaardier Jan Philipsz. van Velsen.
Tijdens zijn verblijf in de Zuidelijke Nederlanden werden minstens twee werken gepubliceerd:
- Nova longeque elegantissima cithara ludenda carmina (Phalese, 1568)
- Carmina quæ Cythara pulsantur (liber secundus per Seb. Vreedman Mechliniensum, 1569)